# Aichelburg

Stammwappen derer von Aichelburg

Aichelburg ist der Name eines alten Adelsgeschlechts aus Kärnten mit Stammsitz Aichelburg in Kärnten und Verzweigung in der Krain, Görz und Gradiska, Steiermark, Niederösterreich, Böhmen, Ungarn und Italien.

## Geschichte
Der Name stammt von der Aichelburg, dem Stammsitz des Geschlechts im Kärntner Gailtal, mit dem Christoph Viertaler, Sohn des Jörg Viertaler († 1468) am 3. September 1500 belehnt worden war. Am 16. Februar 1501 Bestätigung seines Adelsstandes und Namens von Aichelburg.
Am 8. Oktober 1655 wurden die Geschwister Georg Christoph, Adam Seyfried und Maria Salome von und zu Aichelburg in den Reichsfreiherrenstand, mit den Zusatz „auf Bodenhof und Greifenstein“ und Wappenbesserung erhoben. Die Stammburg bei St. Stefan im Gailtal wurde nach dem Erdbeben vom 4. Dezember 1690 verlassen.
Am 3. Februar 1787 wurde die Familie in den erbländisch-österreichischen Grafenstand mit einer neuerlichen Wappenbesserung erhoben. am 22. März 1884 erfolgte die  österreichische Namens- und Wappenvereinigung mit denen der Venezianischen Conte Labia für die Gebrüder Leopold und Franz Freiherrn von Aichelburg, die Adoptivsöhne ihrer Tante Fanny von Labia.
Das Geschlecht besaß ab 1500 die Herrschaft Aichelburg mit Landgericht und den nahen, später erbauten Schlössern Bodenhof, Greifenstein, Zossenegg und Bichlhof im Gailtal.

Inkolate in Krain am 21. März 1670, Görz und Gradiska am 15. Dezember 1791, Steiermark am 17. Dezember 1796, Niederösterreich am 2. April 1814, in Böhmen am 27. März 1831, Indigenat in Ungarn am 31. August 1843. Der italienische Familienzweig führt den Namen „di Aichelburg“. 

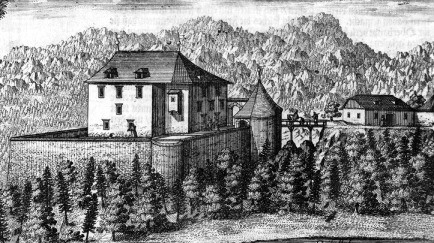
Aichelburg, nach Valvasor 1688
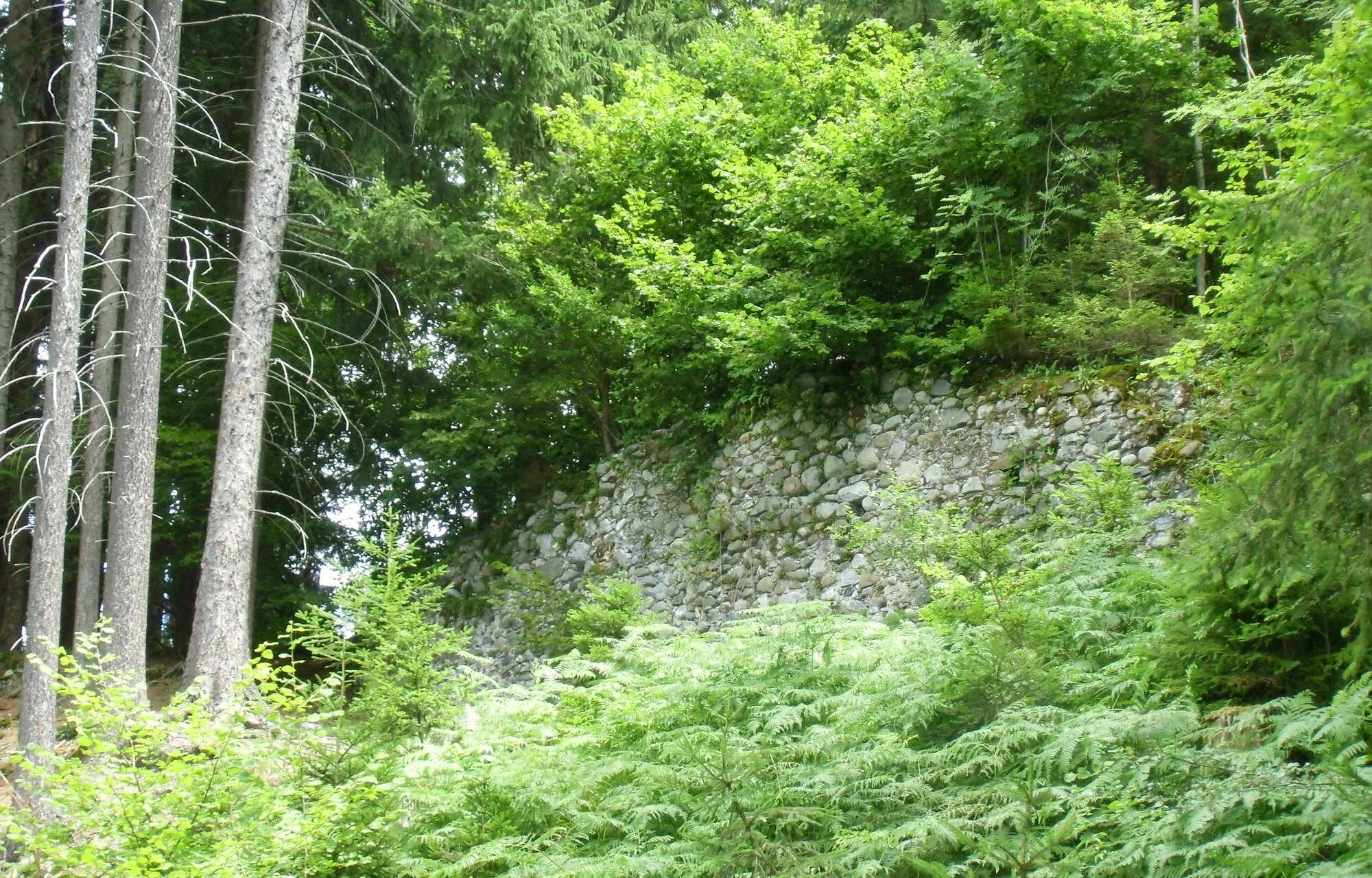
Ruine Aichelburg bei Sankt Stefan im Gailtal
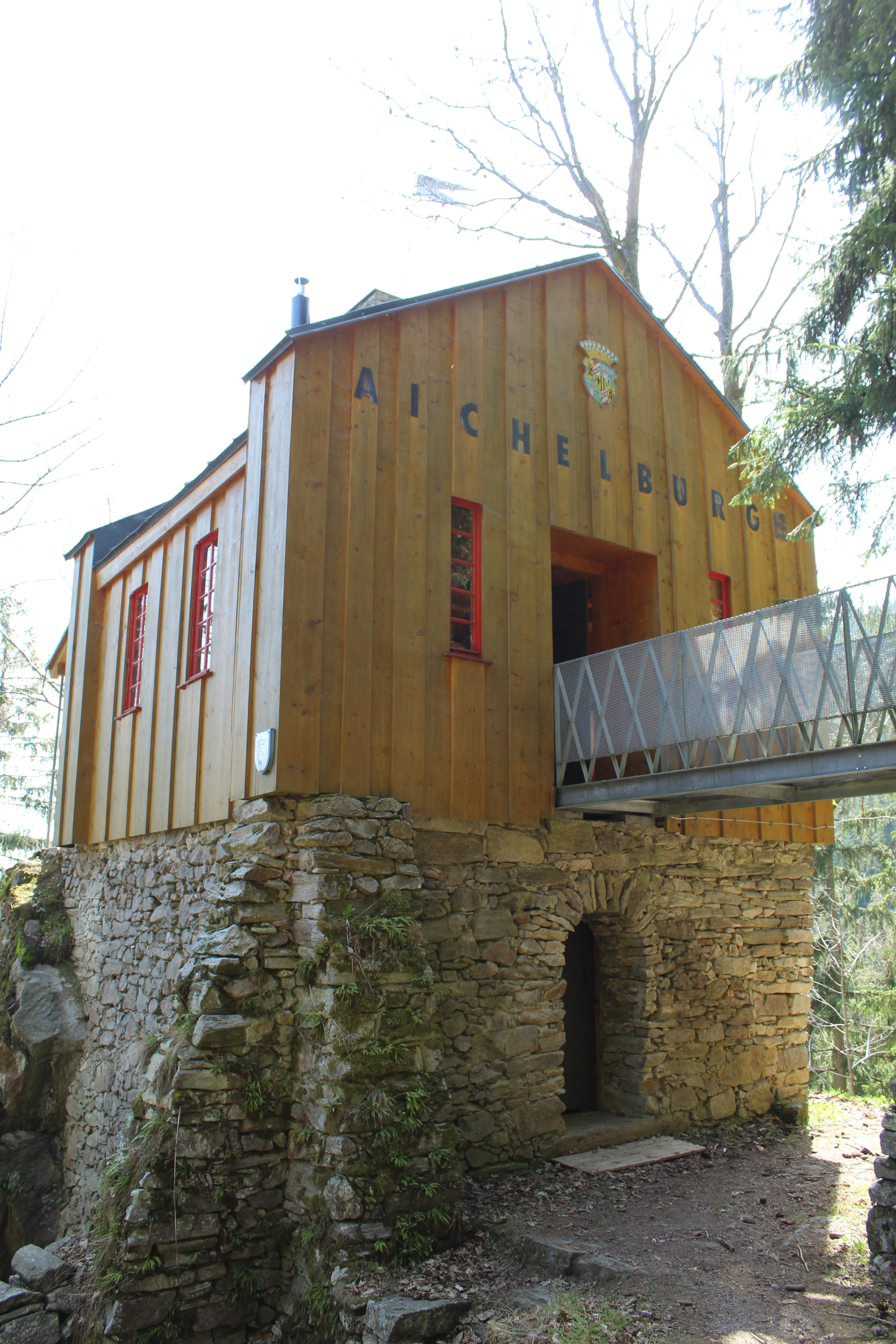
Waldburg Aichelburg in Tschechisch-Schlesien bei Marschendorf, erbaut 1863
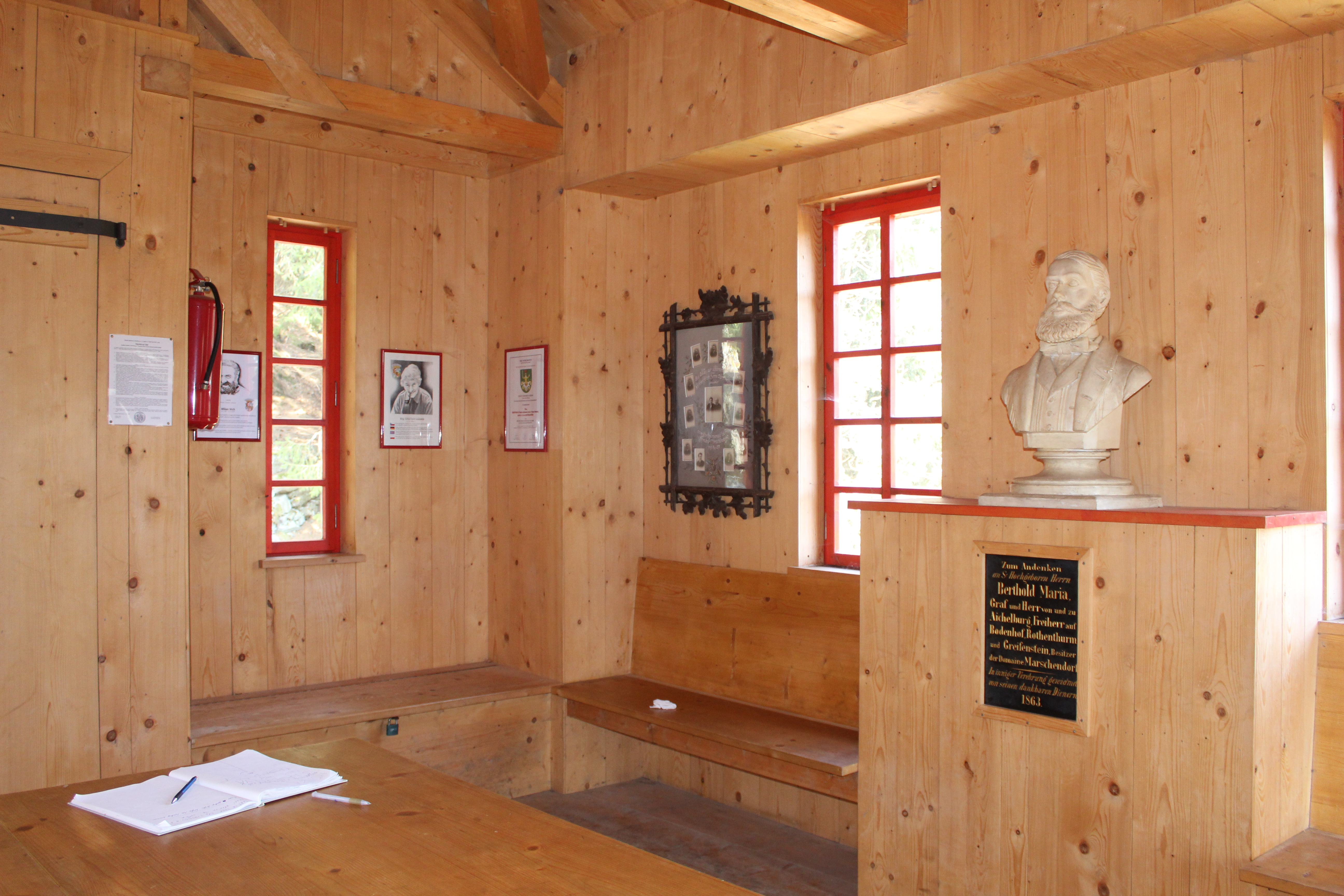
Waldburg Aichelburg, Innenansicht
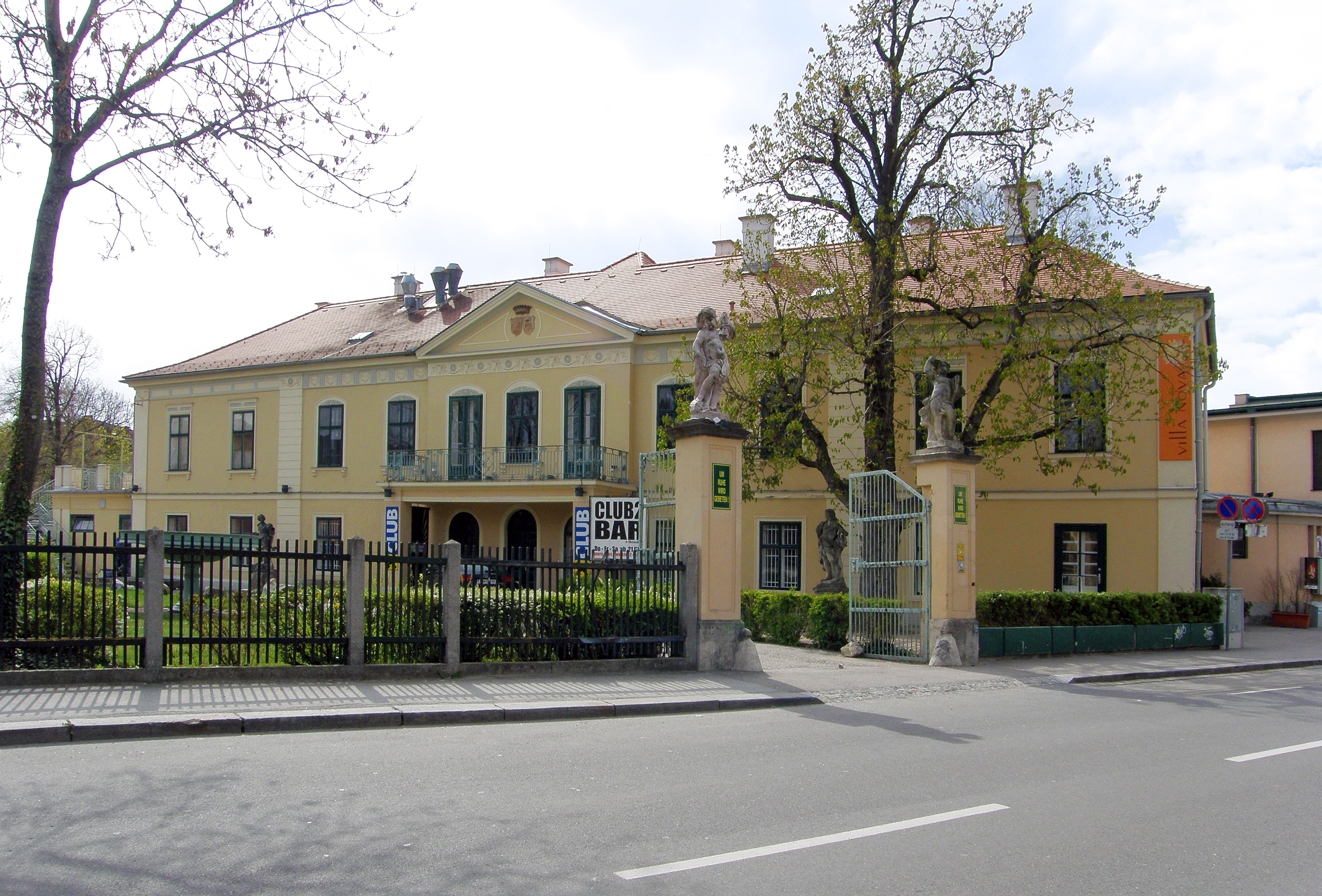
Baden bei Wien, Villa Aichelburg
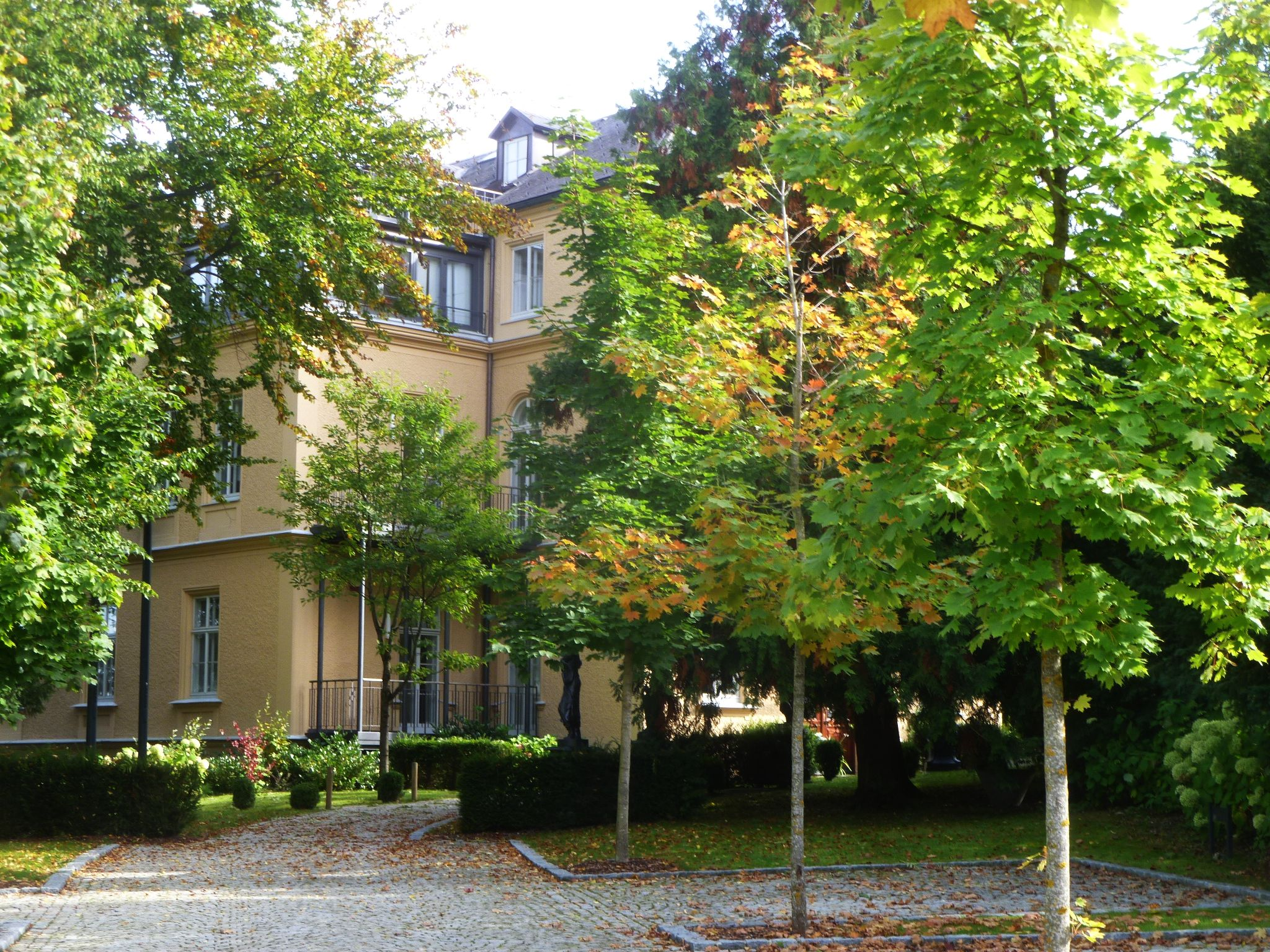
Villa Aichelburg, vormals Villa Barber, Gmunden (Pensionatstraße 11a)

## Wappen
Blasonierung: Das Stammwappen zeigt in gespaltenem Schild rechts in Gold einen nackten Mohr, der in der Rechten einen grünen Zweig mit drei Eicheln hält. Links von Schwarz und Gold dreimal gespalten. Auf dem gekrönten Helm mit schwarz-goldenen Decken der nackte Mohr wachsend.

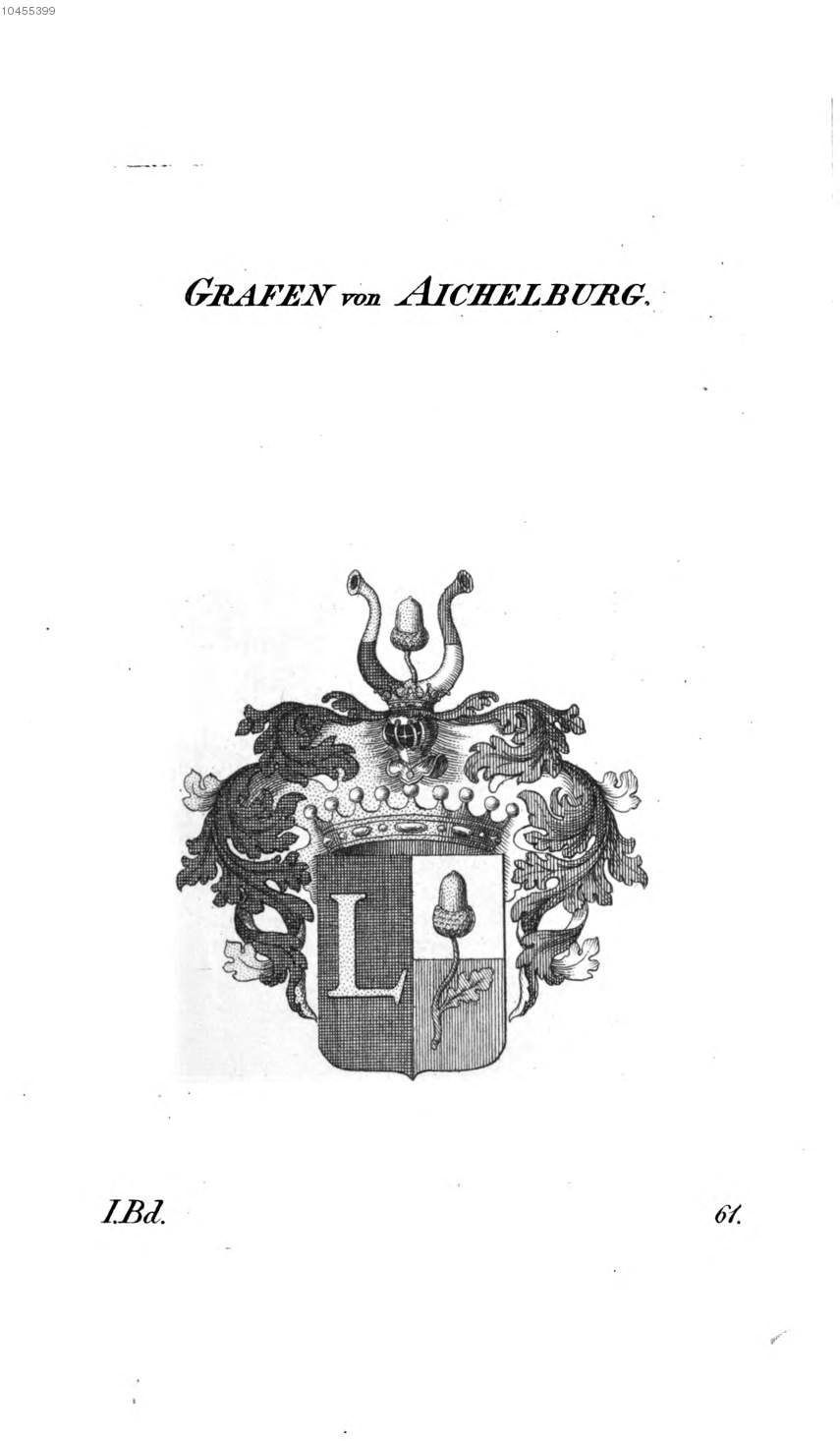
Grafen von Aichelburg, nach Tyroff AT, zwischen 1831 und 1868
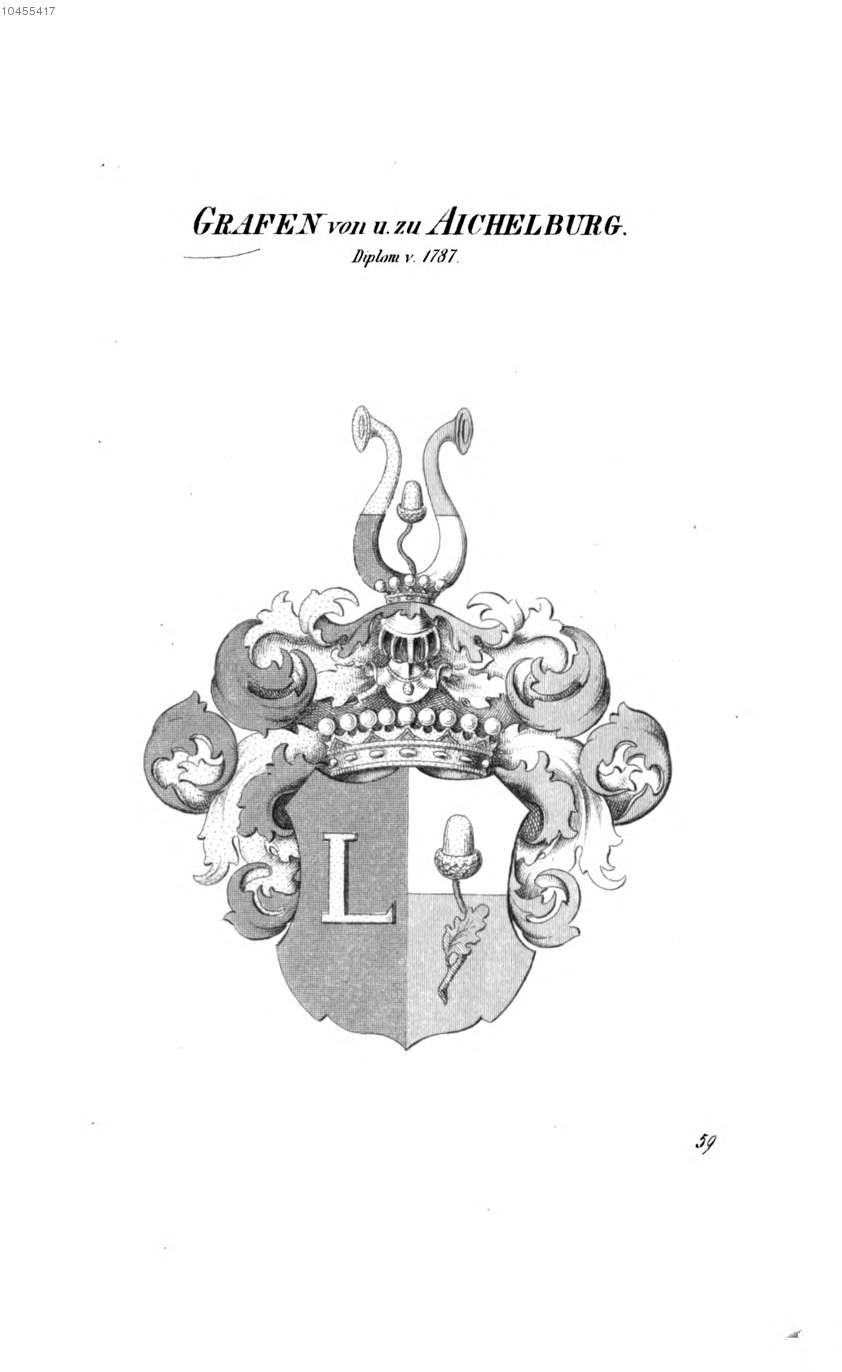
Grafen von und zu Aichelburg, Dipl. 1787, nach Tyroff AT, zwischen 1831 und 1868
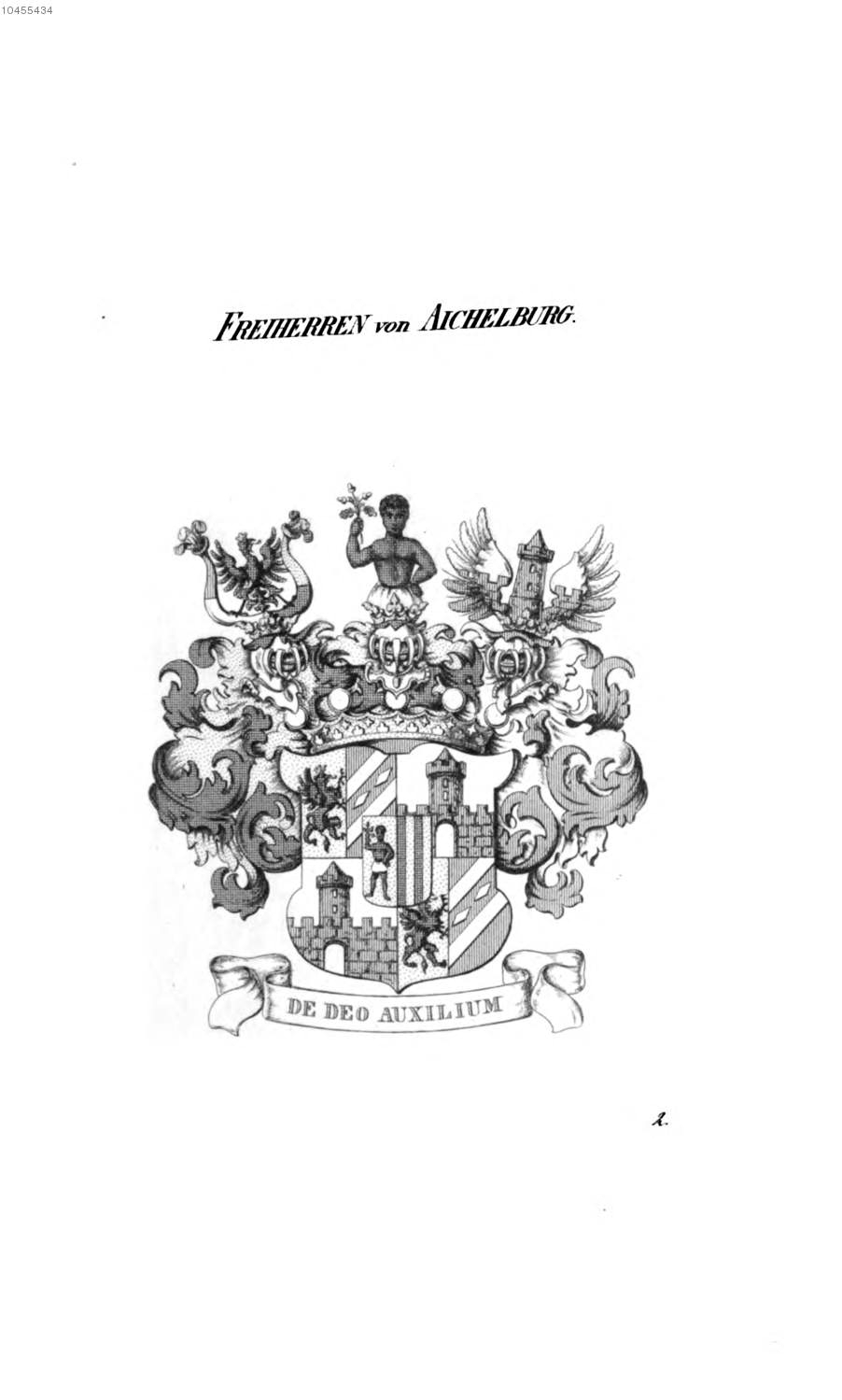
Freiherrn von Aichelburg, gemehrtes Wappen nach Tyroff AT, zwischen 1831 und 1868
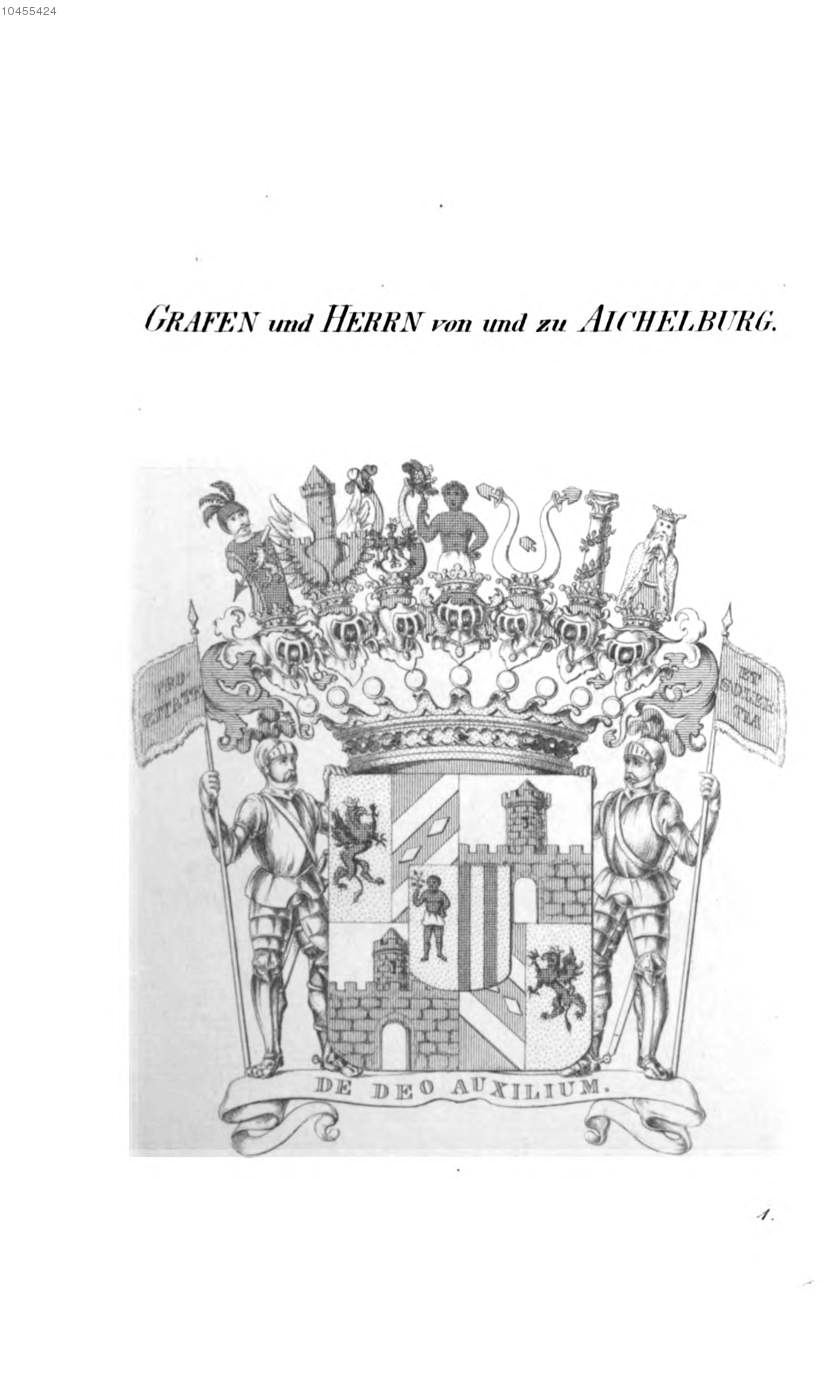
Grafen und Herrn von und zu Aichelburg, gemehrtes Wappen nach Tyroff AT, zwischen 1831 und 1868
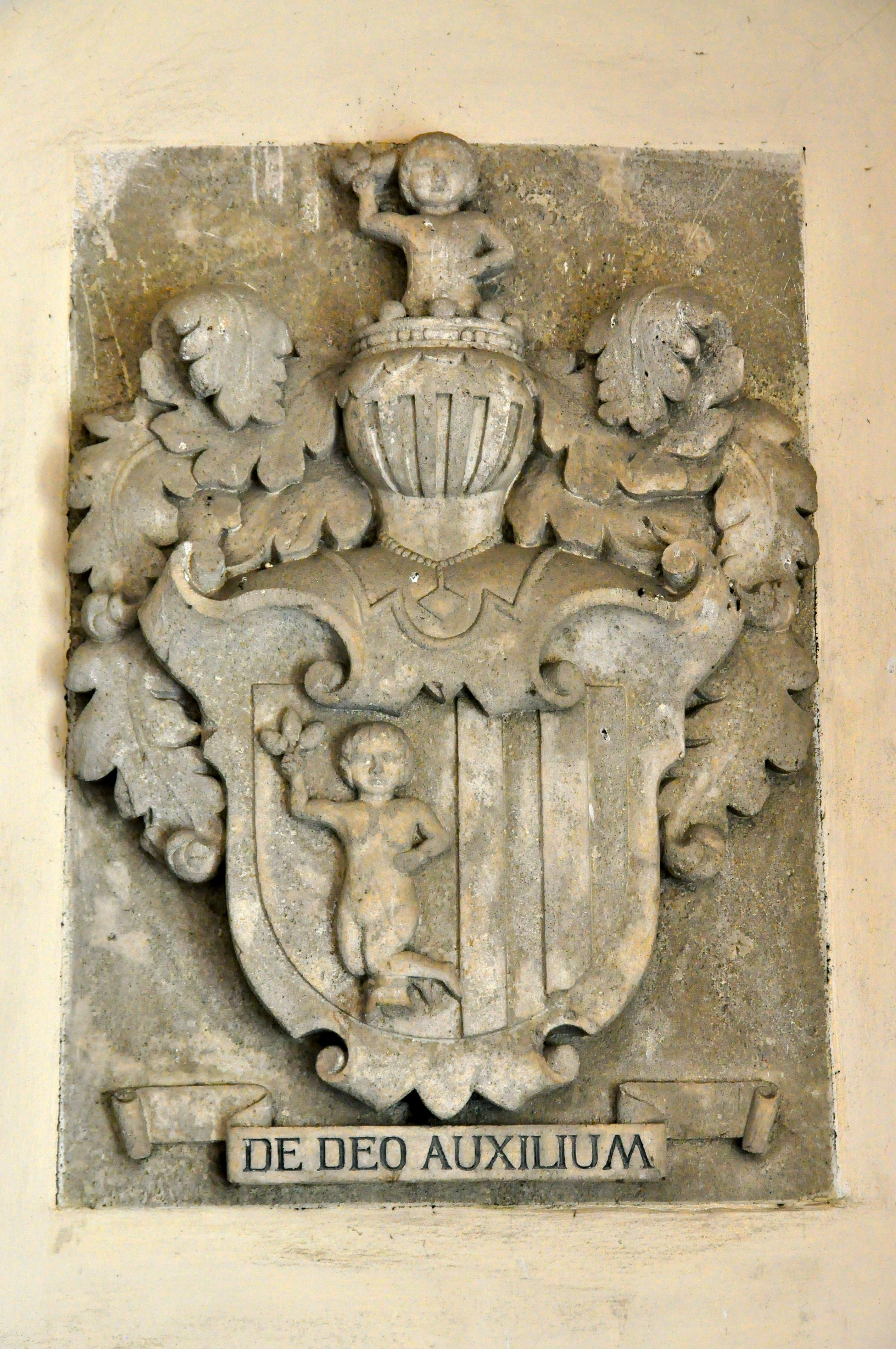
Viktring Stift, Praelatur Durchgang, Wappen derer von Aichelburg-Zossenegg
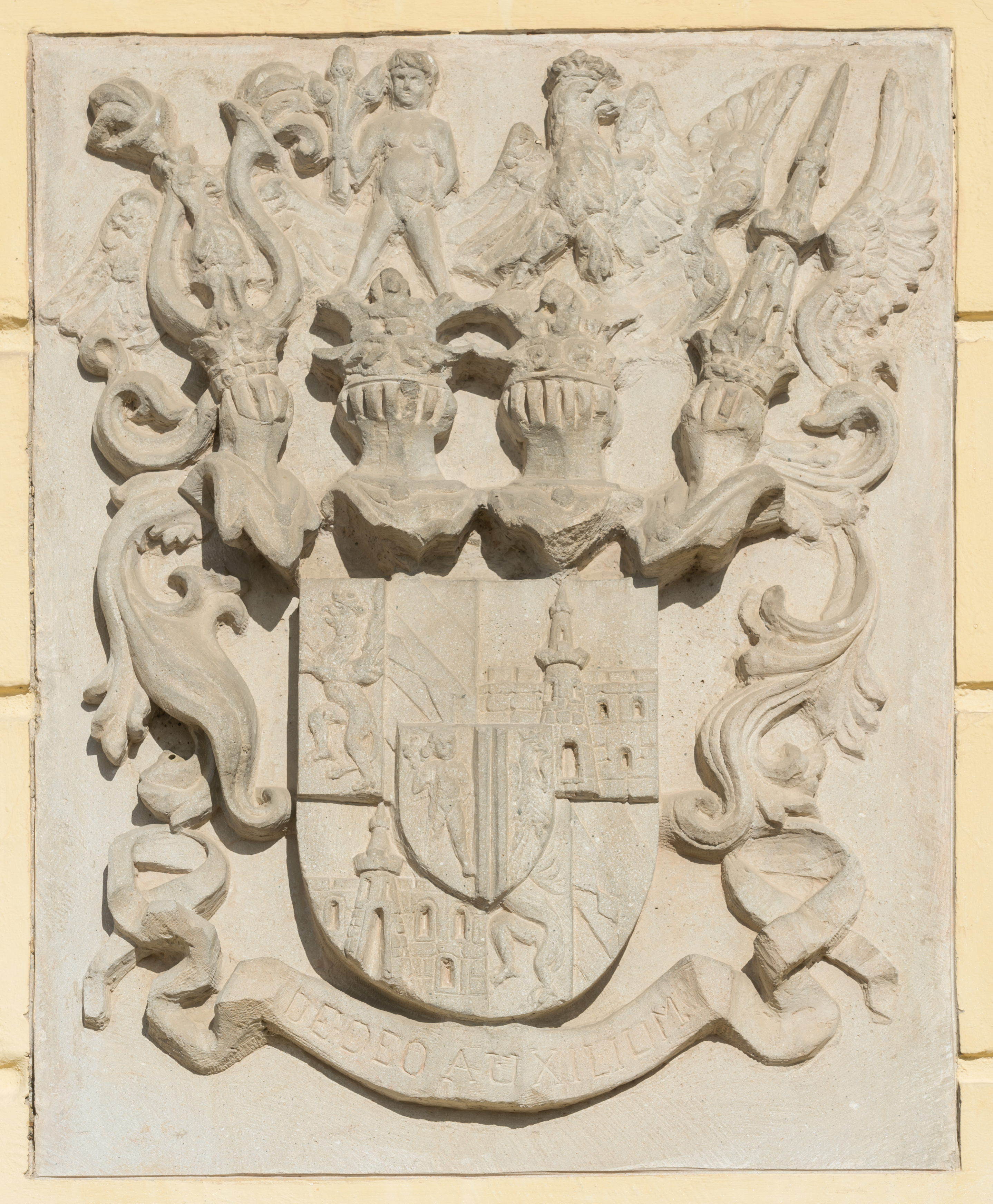
Klagenfurt, Annabichl Ehrentaler Straße 119, Schloss Ehrenthal, gemehrtes Wappen der Familie Aichelburg

## Namensträger
- Adolf Freiherr von Aichelburg (1796–1858), Ständischer Beamter und Politiker
- Dorothea Christina von Aichelberg (1674–1762), Frau von Karlstein, Herzogin von Norburg, Mutter des Herzogs Friedrich Karl von Schleswig-Holstein-Sonderburg-Plön
- Eugen von Aichelburg (1852–1917), österreichischer Politiker und Bürgermeister von St. Pölten
- Eugen von Aichelburg (1862–1902), österreichischer Schriftsteller und Komponist
- Gustav August von Aichelburg (1813–1882), österreichischer Politiker
- Leopold Freiherr von Aichelburg-Labia (1853–1926), österreichischer Politiker und 1909 bis 1918 Landeshauptmann von Kärnten
- Wolf von Aichelburg (1912–1994), siebenbürgisch-deutscher Schriftsteller
- Peter Christian Aichelburg (* 1941), österreichischer theoretischer Physiker
- Wladimir Aichelburg (* 1945), österreichischer Historiker und Publizist

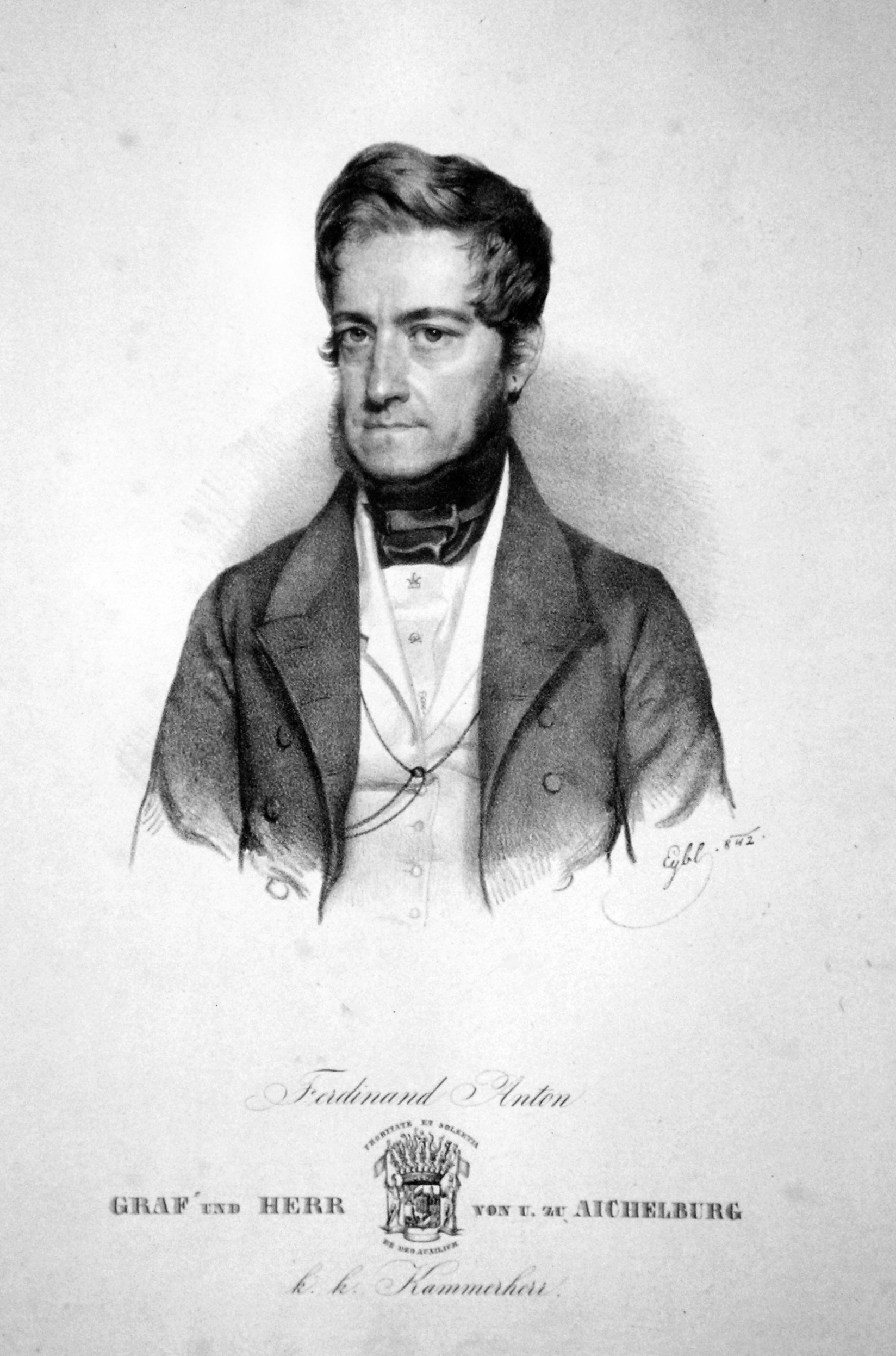
Ferdinand Anton Graf Aichelburg, k. k. Kämmerer. Lithographie von Franz Eybl, 1842
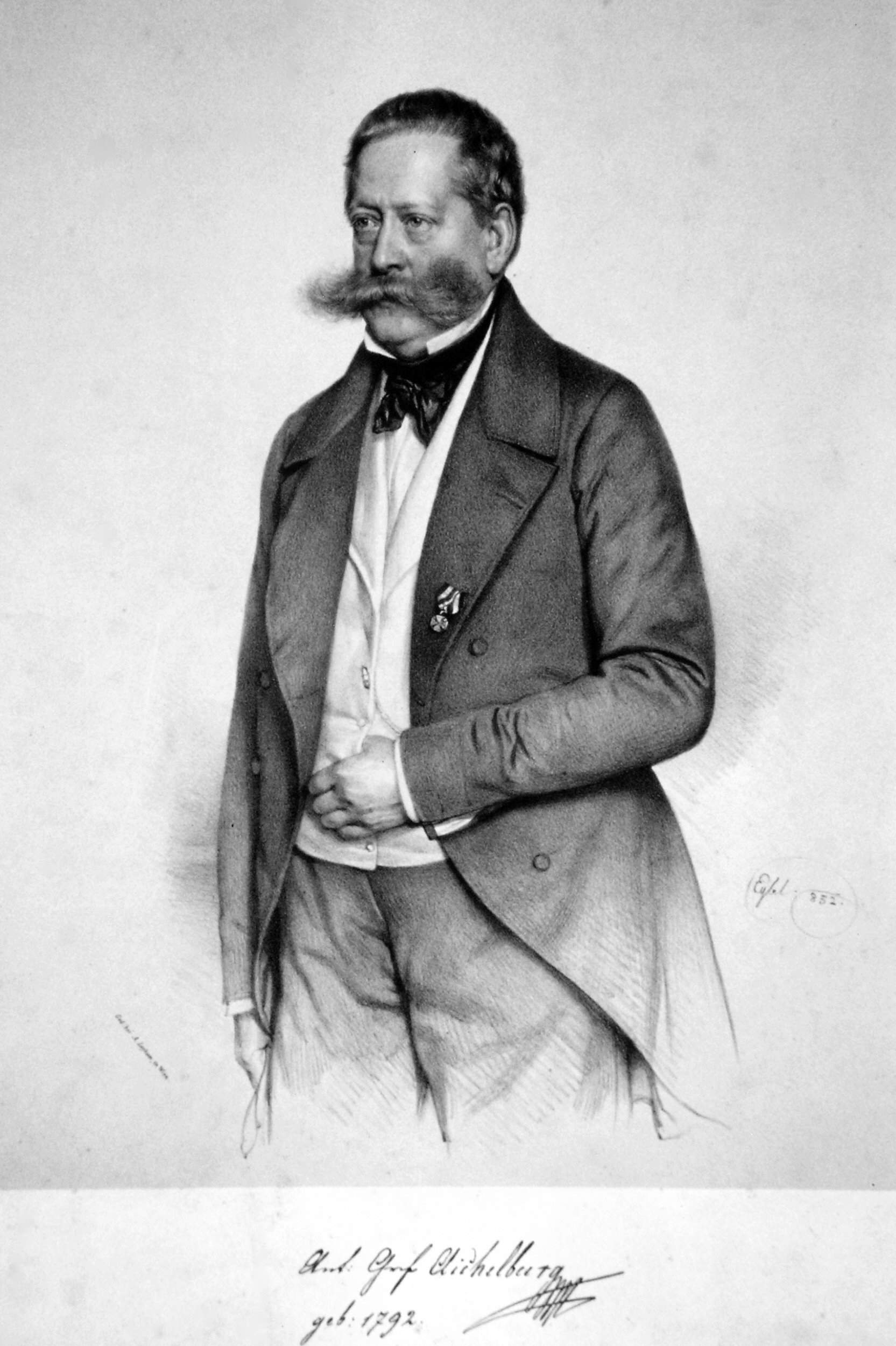
Anton Graf Aichelburg (1792–1866), k. k. Kämmerer. Lithographie von Franz Eybl, 1852
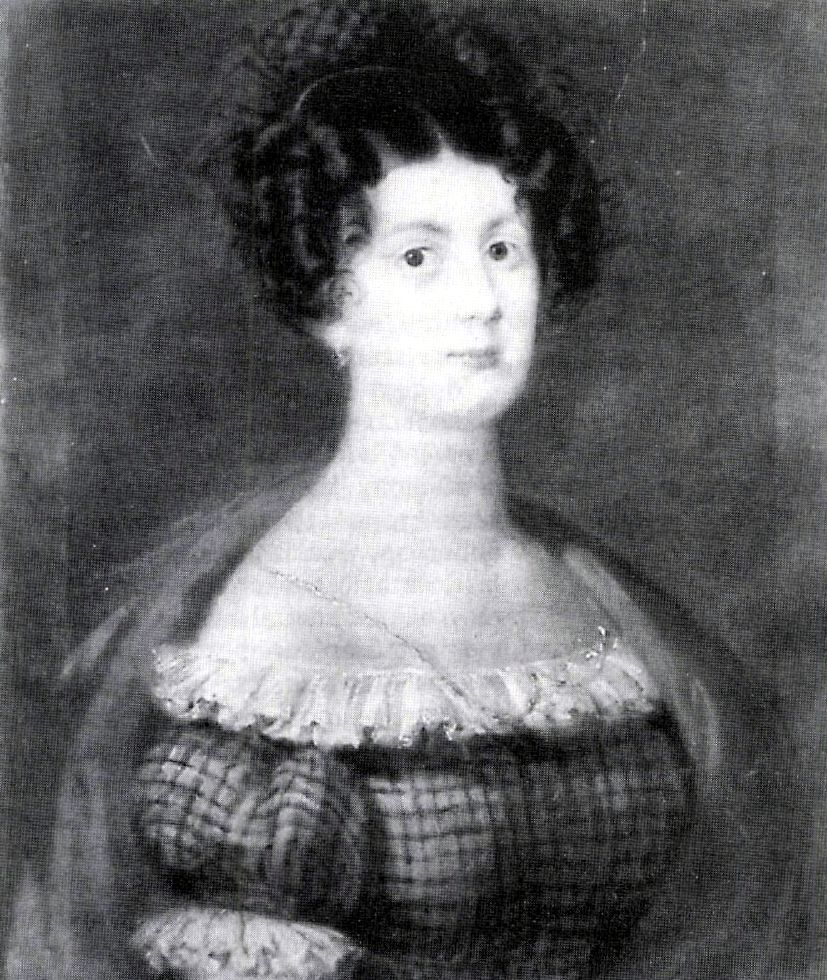
Sophie Aichelburg 1858
Eugen Freiherr von Aichelburg